# 安成公主
安成公主（1384年—1443年9月16日），明成祖朱棣第三女，母徐皇后。
洪武十七年（1384年）出生，建文四年（1402年）封安成公主，下嫁西寧侯宋晟子宋琥。宣德初，进号安成长公主。正统元年三月癸未（1436年4月9日），加封安成大长公主。正統八年八月乙未（1443年9月16日），公主逝世，享壽六十岁。